# Giacomo Violardo
Giacomo Violardo, italijanski rimskokatoliški duhovnik, škof in kardinal, * 10. maj 1898, Govone, † 17. marec 1978.

## Življenjepis
29. junija 1923 je prejel duhovniško posvečenje.
2. aprila 1962 je bil imenovan za tajnika Komisije za interpretacijo zakonika kanonskega prava; 26. januarja 1965 je postal tajnik Komisije za disciplino zakramentov.
19. februarja 1966 je bil imenovan za naslovnega nadškofa Satafija in 19. marca istega leta je prejel škofovsko posvečenje.
28. aprila je odstopil s položaja tajnika, bil povzdignjen v kardinala in imenovan za kardinal-diakona S. Eustachio.